# Прости ми
„Прости ми“ (на турски: Beni Affet) е един от най-дългите турски драматични сериали и най-дълго излъчваният турски сериал в България, редом с Опасни улици. На 5 април 2019 г. по Нова телевизия е излъчен юбилейният хиляден епизод. Сериалът излиза на телевизионния екран през 2011 г. по Show TV. От 2012 г. се излъчва по Star TV. Хитовият турски сериал се излъчва в Русия, Казахстан и Близкия Изток и там има голям успех. В Турция започва на 17 октомври 2011 г. и завършва на 28 декември 2018 г. с излъчени 1477 епизода, снимани за 7 години. В България сериалът започва излъчване на 26 март 2015  и завършва на 11 октомври 2019 г., излъчван 4 години 6 месеца и 15 дни.

## Излъчване
| Сезон | Сезон | Епизоди | Начало на сезона  | Край на сезона   | Всички епизоди | ТВ сезон    | ТВ канал |
| ----- | ----- | ------- | ----------------- | ---------------- | -------------- | ----------- | -------- |
|       | 1     | 190     | 17 октомври 2011  | 6 юли 2012       | 1 – 190        | 2011 – 2012 | Show TV  |
|       | 2     | 205     | 3 септември 2012  | 14 юни 2013      | 191 – 395      | 2012 – 2013 | Star TV  |
|       | 3     | 194     | 16 септември 2013 | 20 юни 2014      | 396 – 589      | 2013 – 2014 | Star TV  |
|       | 4     | 203     | 1 септември 2014  | 2 юни 2015       | 590 – 792      | 2014 – 2015 | Star TV  |
|       | 5     | 219     | 1 август 2015     | 1 юли 2016       | 793 – 1011     | 2015 – 2016 | Star TV  |
|       | 6     | 196     | 19 септември 2016 | 16 юни 2017      | 1012 – 1207    | 2016 – 2017 | Star TV  |
|       | 7     | 195     | 11 септември 2017 | 8 юни 2018       | 1208 – 1402    | 2017 – 2018 | Star TV  |
|       | 8     | 75      | 17 септември 2018 | 28 декември 2018 | 1403 – 1477    | 2018        | Star TV  |

## Излъчване в България
| Сезон | Сезон | Епизоди | Начало на сезона     | Край на сезона       | Всички епизоди | ТВ сезон       | ТВ канал |
| ----- | ----- | ------- | -------------------- | -------------------- | -------------- | -------------- | -------- |
|       | 1     | 138     | 26 март 2015 г.      | 15 октомври 2015 г.  | 1 – 138        | 2015 г.        | Нова ТВ  |
|       | 2     | 141     | 16 октомври 2015 г.  | 11 май 2016 г.       | 139 – 280      | 2015 – 2016 г. | Нова ТВ  |
|       | 3     | 141     | 12 май 2016 г.       | 2 декември 2016 г.   | 281 – 421      | 2016 г.        | Нова ТВ  |
|       | 4     | 142     | 5 декември 2016 г.   | 30 юни 2017 г.       | 422 – 563      | 2016 – 2017 г. | Нова ТВ  |
|       | 5     | 159     | 3 юли 2017 г.        | 16 февруари 2018 г.  | 564 – 722      | 2017 – 2018 г. | Нова ТВ  |
|       | 6     | 146     | 19 февруари 2018 г.  | 20 септември 2018 г. | 723 – 868      | 2018 г.        | Нова ТВ  |
|       | 7     | 178     | 21 септември 2018 г. | 17 юни 2019 г.       | 869 – 1046     | 2018 – 2019 г. | Нова ТВ  |
|       | 8     | 83      | 18 юни 2019 г.       | 11 октомври 2019 г.  | 1047 – 1129    | 2019 г.        | Нова ТВ  |

## Актьорски състав
| Участник                                    | Актьор                  | Сезон | Роля в сериала |
| ------------------------------------------- | ----------------------- | ----- | --- |
| Фериде Челик Козан/Фериде Челик Туран/Мелек | Шейма Коркмаз           | 1 – 8 | Фериде е съпруга на Джунейт от първи до шести сезон, но след като Седат влиза в живота ѝ Джунейт си мисли, че двамата имат връзка и той се развежда с нея и тя е прогонена от дома му. От шести до осми сезон Фериде се запознава с Яман като работи в хотела му, не след дълго и двамата се влюбват един в друг. Фериде се омъжва за него в шести сезон. Накрая на седми сезон Фериде дарява Яман с момче – Умут.                                                                                    |
| Джунейт Козан                               | Мурат Данаджъ           | 1 – 7 | Първата съпруга на Джунейт е Ейлюл, но не след дълго той разбира, че тя не е подходяща за него и семейството му. Запознава се с Фериде и двамата се женят. Фериде го дарява с дъщеря – Гюнеш. В седми сезон се запознава с Пънар и се влюбват, накрая на седми сезон той, Пънар и Гюнеш заминават в чужбина и така той напуска сериала. |
| Бахар Каяджан Козан                         | Гайе Тургут Евин        | 1 – 6 | Бахар е омъжена за Кемал, тя го дарява със син – Юсуф, въпреки че Инджи и Джесур се опитват да ги разделят, те остават заедно, но в пети сезон Кемал умира след като Демир запалва една къща, в която той е вътре. За кратко Демир и Бахар са заедно. Не след дълго Демир също умира. От шести сезон Бахар се запознава с Онур и двамата изграждат връзка, въпреки опитите на майка му – Фирдевс да ги раздели накрая на шести сезон Бахар, Онур и Юсуф заминават за Америка и така напускат сериала. |
| Мехмет Кемал Козан                          | Мерт Алтънъшък          | 1 – 5 | Кемал е брат на Джунейт и Йълдъз. Двамата с Бахар са заедно много време. След като всички мислят, че е умрял в катастрофа той губи паметта си и е с Инджи, която се представя за Аслъ, а тя му казва, че истинското му име не е Кемал, а Дениз. |
| Тунч Йълдъръм                               | Йозгюн Чобан            | 1 – 4 | Тунч е син на Зюхре и е като брат на Джунейт, Кемал и Йълдъз. Той умира в четвърти сезон и така напуска сериала. |
| Ейлюл/Айше Челик                            | Гамзе Игдироолу         | 1 – 5 | Ейлюл е сестра на Фериде и бивша съпруга на Джунейт; тя много обича сестра си, а Фериде по-късно започва да я обича. Ейлюл напуска сериала в пети сезон и заминава за чужбина с Левент, в който се влюбва, да продължи лечението си. |
| Онур Гючлюсой                               | Саим Каракале           | 6     | Онур е син на Фирдевс и Исмет и много обича Бахар. Накрая на шести сезон с Юсуф и бахар заминават за Америка. |
| Берат Текин                                 | Керем Пойраз Каяалп     | 1 – 4 | Берат е син на Назире, той обича Бахар и иска да бъде с нея, но тя обича Кемал. В четвърти сезон той умира и така напуска сериала. |
| Севги Каяджан                               | Илкай Кайку Аталай      | 1 – 8 | Севги е майка на Умут, Бахар и Атеш и съпруга на Шахин. Тя обича децата си и прави всичко възможно те да са добре. |
| Назире Текин                                | Зейнеп Айтек Метин      | 1 – 8 | Назире е жена, която е отгледала Фериде, а тя си мисли, че майка ѝ е умряла. Назире е много добра и работи в дома на Козан като прислужница, но след като гонят Фериде, Назире напуска дома на Козан и отива при Фериде в дома на Яман. |
| Кадер Каяджан                               | Джерен Ялазоолу Каракоч | 1 – 8 | В осми сезон се разбира, че Кадер не е сестра на Умут, Атеш и Бахар, нито е дъщеря на Севги и Шахин. В болницата бебето на Севги е разменено с друго и така Севги си мисли, че ѝ е дъщеря. Накрая на седми сезон се разбира, че тя не е дъщеря на Севги и Шахин от ДНК тест. На Кадер колкото и да се иска да бъде с мъж, всяка една нейна връзка завършва с провал. След като започва връзка с Мурат от седми сезон накрая на осми сезон тя разбира, че е бременна от него.                          |
| Йълдъз Варлъ                                | Зейнеп Яса              | 1 – 6 | Йълдъз е едно от децата на Осман и Зюхре, тя е омъжена за Ферман, но след като в пети сезон той умира, тя излиза с друг мъж, който я мами. В шести сезон тя и бебето ѝ заминават в чужбина и така напуска сериала. |
| Ферман Варлъ                                | Йотукен Хюрмюзлю        | 1 – 5 | Ферман е съпруг на Йълдъз. Двамата много се обичат. Но в пети сезон той умира и напуска сериала. |
| Осман Козан                                 | Нусрет Шенай            | 1 – 8 | Осман е баща на Джунейт, Кемал и Йълдъз, и съпруг на Зюхре. Той прави всичко възможно да закриля семейството си. В шести сезон признава на Мурат, че му е баща. Накрая на осми сезон Хакан го прострелва и той умира. |
| Зюхре Козан                                 | Юлвие Караджа           | 1 – 7 | Зюхре е съпруга на Осман, тя е майка на Джунейт, Кемал, Йълдъз и Тунч. С Фирдевс са сестри. Накрая на седми сезон напуска сериала. |
| Умут Каяджан                                | Дениз Евин              | 3 – 6 | Умут е брат на Бахар и Атеш. Първата приятелка на Умут е Лейля, но не след дълго се разделят след като Саит принуждава Лейля да се разведе с Умут, за да може Саит да бъде с нея. По-късно той случайно се запознава с Елиф и тя му става годеница. В шести сезон двамата заминават за Америка и така той напуска сериала. |
| Хандан Кюркчу                               | Елиф Шанлъ              | 1 – 2 | Хандан е първа съпруга на Кемал; двамата са приятели от деца. Въпреки че тя го обича, той не изпитва нищо към нея. От втори сезон тя напуска сериала. |
| Шахин Каяджан                               | Окан Шенозан            | 3 – 8 | Шахин е съпруг на Севги и е баща на Бахар, Умут и Атеш. След като Севги и Шахин се разделят, накрая пак остават заедно и проблемите на двамата са зад гърба им. |
| Йит Караханлъ                               | Темюз Гюркан Караджа    | 6 – 7 | Йит се сближава с Кадер, след което се стига до сватба. Въпреки че тя го обича, той не изпитва нищо към нея. Той иска да си отмъсти на Кадер, защото тя е убила брат му – Саит. В седми сезон Шахин го застрелва и той умира. |
| Лейля Адали                                 | Хазал Ейлюл Челик       | 3 – 4 | Лейля е първа приятелка на Умут, след като бащата на Лейля настоява тя да не бъде с него, въпреки всичко тя го обича. Когато Умут разбира, че Лейля крие почти всичко от него, тя напуска дома му, след което пак се връща при него. |
| Сонер                                       | Серкан Меликкоолу       | 3 – 5 | Сонер е приятел на Джесур и негов помощник. Той изпълнява всяка една услуга, която той му нареди. В пети сезон напуска сериала. |
| Джесур Карабей                              | Джунейт Мете            | 3 – 5 | Джесур е брат на Инджи и Шебнем. Той и сестра му Инджи се опитват по-всякакъв начин да разделят Бахар и Кемал, за да може Джесур да е с Бахар, а сестра му да е с Кемал. Опитите им са напразни. В пети сезон напуска сериала. |
| Азиз Челик                                  | Митхат Ердемли          | 4 – 6 | Азиз е баща на Фериде и Ейлюл, той обича по-равно и двете си дъщери. Ролята му е положителна. В шести сезон напуска сериала, след като идва на сватбата на Фериде и Яман. |
| Мурат Балъкчъ                               | Гьокберк Йълдъръм       | 4 – 8 | Мурат е син на Осман. Той обича Рейхан, но тя умира. Запознава се със Съла, но разбира, че тя не е за него. Запознава се и се влюбва се в Гюзел, но тя го зарязва заради семейството си. Мурат има кратка връзка и с Кадер, но Асие ги разделя, след това пак се връща при Гюзел. |
| Елиф                                        | Есенгюл Айпек           | 5 – 6 | Елиф е втора приятелка на Умут, запознават се случайно и започват да изграждат връзка. В шести сезон двамата заминават за Америка и напускат сериала. |
| Седат Гюней                                 | Серкан Тинмаз           | 5 – 6 | Седат е мъжът, който влиза в живота на Фериде, той прави всичко възможно тя и Джунейт да не бъдат заедно. В шести сезон напуска сериала. |
| Гюзел Мехмет                                | Джансън Йълмаз          | 7 – 8 | Гюзел е сестра на Яман, Харика и Мелис. С Мурат имат кратка връзка, след което пак са заедно. Гюзел от средата на седми сезон разбира, че родителите ѝ не са починали и разбира, че Асие ѝ е майка. |
| Демир Сойджан                               | Толга Теджер            | 5 – 6 | Демир е мъжът, който се грижи за Бахар, след като тя е болна. Той я обича, но тя не изпитва никакви чувства към него. Кемал иска да си я върне, но Демир запалва една къща, в която влиза Кемал. Не след дълго Демир също умира така напуска сериала. |
| Хасрет Барбар                               | Гьозде Дуру Белге       | 5 – 6 | Хасрет е момичето, което иска да бъде с Джунейт, въпреки че тя го обича, той не изпитва нищо към нея. В шести сезон Хасрет е убита и така напуска сериала. |
| Инджи Карабей                               | Ямур Йозбасмаджъ Мермер | 3 – 5 | Инджи е сестра на Джесур и Шебнем. Тя иска Кемал да не бъде с Бахар, а с нея; въпреки опитите да ги раздели, тя не успява. В пети сезон напуска сериала. |
| Саит Булут                                  | Хасан Чаадаш Кълъч      | 3 – 4 | Саит е мъжът, който мами Кадер да бъде с нея. Той не обича нея, а Лейля, тя е наивна и вярва на всяка негова дума. Той умира в четвърти сезон, след като Кадер го застрелва, за да спаси Умут. |
| Асие Туран                                  | Нермин Уур              | 7 – 8 | Асие е майка на Яман, Мелис, Гюзел и Харика. Ролята и в сериала е отрицателна. В седми сезон, след като вижда, че Яман и Фериде са заедно, тя прави всичко възможно да ги раздели. От осми сезон започва да става по-добра и да приема Фериде за нейна снаха. |
| Яман Туран                                  | Толга Акман             | 6 – 8 | Яман е брат на Гюзел, Мелис и Харика. В шести сезон Фериде и Яман се женят. Накрая на седми сезон той за първи път става баща, след като Фериде му ражда син. |
| Атеш Каяджан                                | Баки Чифтчи             | 6 – 7 | Атеш е брат на Бахар, Умут и Кадер. В шести сезон се влюбва в Гюлюм, но накрая на сезона тя умира след като е простреляна от Муртаза – мъжът, който я харесва. В седми сезон се влюбва в Зейнеп, майката на Зейнеп нарежда на Хакан да убие Атеш и той умира в седми сезон. |
| Галиб Караджабейоолу                        | Юнсал Джошар            | 6 – 7 | Галиб е истинския баща на Топрак и осиновител на Атеш, той обича и двамата по равно. В седми сезон напуска сериала. |
| Топрак Караджабейоолу                       | Метехан Шахинер         | 7     | Топрак е полубрат на Атеш, той обича момичето, в което е влюбен Атеш – Зейнеп. Топрак прави всичко възможно да ги раздели, но на средата на седми сезон Атеш го вкарва в затвора и така напуска сериала. |
| Зейнеп Акюрек                               | Съла Сарач              | 7     | Зейнеп е сестра на Пънар и Метин. Запознава се с Атеш и те се женят. След като се появява майка ѝ тя иска да я продаде на мафиот заради дългове. Така тя напуска сериала. |
| Гюлюм Саклиджа                              | Рейхан Нур Чаликоолу    | 6     | Гюлюм е момиче, което е изпратено от майка си при Севги, за да не може да се омъжи за мъжът, който не обича – Муртаза. Накрая на шести сезон умира, след като е застреляна от него също и в пожар. |
| Нериман Темиз                               | Зейнеп Ширин Гиоби      | 5 – 7 | Нериман е майка на Махир. След като вижда, че той е с Кадер, тя ги разделя и вкарва Джейлян в живота му. В седми сезон напуска сериала. |
| Махир Темиз                                 | Йондер Атаканлъ         | 5 – 7 | Махир е син на Нериман и мъжът, който преди е бил с Кадер, след като майка му ги разделя. Той се опитва да си върне Кадер, но без успех. В седми сезон, след като се жени за Кадер втори път, напуска сериала. |
| Съла                                        | Бурджу Октав            | 6     | В шести сезон Съла е втора жена на Мурат, въпреки опитите на Съла да стане градско момиче и да му се хареса, накрая на шести сезон Мурат ѝ казва, че двамата са твърде различни и няма как да бъдат заедно. В шести сезон тя напуска сериала. |
| Джейлян Кипел                               | Джансунур Шимшек        | 6     | Джейлян е момичето, което идва от село. Майката на Махир я вкарва в леглото му, след което тя изпитва чувства към него. След като Джейлян е бременна и ражда, Махир си мисли, че бебето е от него, но се оказва, че то е от приятеля на Джейлян и се разбира, че тя и преди е имала връзка с него. В шести сезон напуска сериала. |
| Мюкелеф                                     | Шебнем Тумба Йълдъръм   | 7     | Мюкелеф е леля на Гюзел и се грижи за нея, след като Асие я изоставя. Мюкелеф лъже Гюзел, че е била принудена да не ѝ казва истината. В седми сезон напуска сериала. |
| Фирдевс Гючлюсой                            | Шебнем Гюрсой Талай     | 6     | Фирдевс е майка на Онур и сестра на Зюхре. Ролята ѝ е отрицателна, но става добра, след като съпругът ѝ – Исмет я гони от вкъщи и отива да живее при сестра си. Тя не харесва Бахар и иска Онур да бъде с предишната си жена Харика. В шести сезон напуска сериала. |
| Пънар Акюрек                                | Езги Бозкурт            | 7     | Пънар е сестра на Зейнеп и Метин. Тя обича Атеш, но той не я обича, Топрак я заблуждава, че е влюбен в нея, само за да може да бъде със Зейнеп. Не след дълго майка ѝ – Назан я запознава с Джунейт и двамата изграждат връзка. Накрая на седми сезон тя, Джунейт и Гюнеш заминават и напускат сериала. |
| Джансу                                      | Башак Вурал             | 7     | Джансу е момичето, което влиза в живота на Яман и Фериде след като е наета от Джунейт да ги раздели. Опитите ѝ да ги раздели и да бъде с Яман се провалят. Накрая на седми сезон влиза в затвора и напуска сериала. |
| Сехер                                       | Тууче Сонджу            | 7     | В началото на седми сезон Яман е ранен, Сехер го приютява в една къща и се грижи за него. За да може Яман да и благодари, че го е спасила, той иска тя да започне работа в дома му като прислужница. Майката на Яман иска Сехер да се сближи повече с него, но той казва на Сехер, че остава с Фериде. В седми сезон напуска сериала. |
| Лерзан Хала                                 | Ипек Атагюн Гезенер     | 7     | Лерзан е леля на Топрак. Ролята ѝ в сериала е отрицателна. В седми сезон напуска сериала. |
| Елмас                                       | Фюсен Гюнуур            | 6     | Елмас е леля на Мелис и Яман. В шести сезон тя се грижи за тях, тъй като майка им я няма. В шести сезон напуска сериала. |
| Мелис Туран                                 | Мехтап Сака             | 6 – 7 | Мелис е сестра на Яман. За малко не я блъска кола, Джунейт я спасява и така тя се влюбва в него. В седми сезон напуска сериала, след като полицията я гони. |
| Назан                                       | Езел Салък              | 7     | Назан е майка на Зейнеп, Пънар и Метин. Назан не харесва Атеш и продава дъщеря си Зейнеп на мафиот заради дългове, и запознава дъщеря си Пънар с Джунейт. Ролята ѝ е отрицателна. Накрая на седми сезон напуска сериала. |
| Мюжгян                                      | Алейна Еролу            | 8     | Мюжгян е внучка на Севги и Шахин. Тя има майка, сестра и баща. Запознава се с Йълмаз, след което се женят. |
| Йълмаз                                      | Джан Арпаджъ            | 8     | Йълмаз е брат на Ебру и Зеки. Той е син на богато семейство. Случайно се запознава с Мюжгян и се женят. |
| Бурчин                                      | Ензел Дамла Томбак      | 8     | Бурчин е полусестра на Мюжгян, тя винаги ѝ е завиждала. Ролята ѝ е отрицателна. |
| Зафер                                       | Мерт Абидин Йерли       | 8     | Зафер е мъжът, който иска да бъде с Фериде. Той прави всичко възможно да отстрани Яман и двамата да бъдат заедно, но опитите му се провалят. |
| Селва                                       | Йозге Мирзалъ           | 8     | Селва е мащеха на Мюжгян и майка на Бурчин; тя винаги е обичала Бурчин повече от Мюжгян. Ролята ѝ е отрицателна. |
| Орхан                                       | Алтай Йозбек            | 7 – 8 | Орхан е брат на Мюкелеф и вуйчо на Гюзел. Той прави всичко възможно да раздели Гюзел и Мурат, след като Асие му нарежда, за да може да вземе пари от нея. |
| Ебру                                        | Карделен Учма           | 8     | Ебру е сестра на Йълмаз и Зеки, дъщеря на Гьонюл и Хашмет и съпруга на Дженк. |
| Зеки                                        | Бедирхан Малчок         | 8     | Зеки е брат на Ебру и Йълмаз, и син на Гьонюл и Хашмет. |
| Харика                                      | Бегюм Гюнджелер         | 8     | Харика е сестра на Гюзел, Яман и Мелис. Тя не харесва Фериде и се държи по лош начин с нея. |
| Дженк                                       | Фуркан Туркоолу         | 8     | Дженк е мъж на Ебру. Йълмаз – братът на Ебру не го харесва защото си мисли, че я използва. |
| Гьонюл                                      | Айча Килинчер           | 8     | Гьонюл е майка на Йълмаз, Ебру и Зеки и съпруга на Хашмет. Те са богато и заможно семейство и имат голяма фирма. |
| Хашмет                                      | Тунджер Ийиджи          | 8     | Хашмет е баща на Йълмаз, Ебру и Зеки и съпруг на Гьонюл. |
| Сърма                                       | Дениз Йълмаз            | 8     | Сърма е прислужница в дома на Гьонюл и Хашмет. |
| Хакан                                       | Ялън Ишнел              | 7 – 8 | Хакан е мъжът, който преследва Назан и мъжът, който Асие наема, за да измъчва Кадер, за да може тя да стои далеч от Мурат. Ролята му е отрицателна. Накрая на осми сезон той прострелва Осман. |

## В България
В България сериалът започва излъчване на 26 март 2015 г. по Нова телевизия и завършва на 11 октомври 2019 г. Повторенията са по Диема Фемили и завършват на 28 март 2022 г. Ролите се озвучават от Елисавета Господинова, Даниела Йорданова, Лина Златева (до средата на трети сезон), Васил Бинев, Здравко Методиев (до средата на седми сезон, но към края на сезона се завръща) и Георги Георгиев-Гого.